# بلدلو (باكينجهامشير)
بلدلو (بالإنجليزية: Bledlow)‏ هي قرية تقع في المملكة المتحدة في باكينجهامشير.